# ديرك دي بوك
ديرك دي بوك هو متسابق يخت بلجيكي، ولد في 9 أكتوبر 1944 في Wilrijk ‏ في بلجيكا.

## وصلات خارجية
- ديرك دي بوك على موقع أوليمبيديا (الإنجليزية)